# Les Joueurs de skat
Les Joueurs de skat (en allemand Die Skatspieler) est un tableau peint par Otto Dix en 1920. Il représente des invalides de la Première Guerre mondiale. Il est conservé à la Neue Nationalgalerie de Berlin. Il a aussi porté le titre, plus tardif, de Kartenspielende Kriegskrüppel (Mutilés de guerre jouant aux cartes). Il appartient au courant artistique appelé Nouvelle Objectivité.

## Le tableau
Le tableau (huile et collage sur toile, 110 × 87 cm) représente trois anciens combattants mutilés de la Première Guerre mondiale (des gueules cassées) jouant à un jeu de cartes, le skat, très populaire en Allemagne. Il fait partie d'une série de quatre tableaux peints en 1920 : La Rue de Prague, Le Marchand d'allumettes (Streichholzhändler), Les Joueurs de skat et La Barricade (Die Barrikade).
À la fin de la guerre, 1 500 000 soldats allemands étaient mutilés, dont 800 000 amputés. Otto Dix avait aperçu trois mutilés de guerre jouant aux cartes dans l'arrière-salle d'un café de Dresde. Il en a fait aussitôt un dessin préparatoire. Dans la peinture, il a encore accentué le caractère horrifique de la scène : par exemple, il supprime les deux moignons de jambe du personnage de droite dont il ne reste plus que le torse, habillé d'une veste bleue. Un des joueurs tient ses cartes dans sa bouche, le deuxième avec ses orteils, le dernier avec une main mécanique. Une partie de la tête du joueur de gauche est brûlée, sa jambe gauche est remplacée par un bâton. 
Le joueur de droite a une mâchoire inférieure mécanique, formée par un fragment de paquet de cigarettes où Dix a écrit : « Unterkiefer: Prothese Mark: Dix » (prothèse de mâchoire inférieure, marque Dix) et entouré une photo de lui-même par : « Nur echt mit dem Bild des Erfinders » (seulement valable avec le portrait de l'inventeur). Derrière les trois joueurs, sont suspendus trois journaux : le Dresdner Anzeiger, le Dresdner Neueste Nachrichten, le Berliner Tageblatt. À l'intérieur de la lampe, on distingue une tête de mort.
Le tableau, caché par un ami, survécut au bombardement de Dresde en février 1945. Un collectionneur l'achète en 1959 et le prête à la Galerie der Stadt de Stuttgart. Ses héritiers le vendent en 1995 à la Nationalgalerie de Berlin, laquelle a fait un appel aux dons pour pouvoir l'acquérir.
En 2014, l'œuvre est prêtée à la Kunsthalle Würth (de) à Schwäbisch Hall dans le cadre d'un prêt de collections d'une année pour l'exposition Moderne Zeiten.